# Makedonska akademija znanosti in umetnosti
Makedonska akademija znanosti in umetnosti (makedonsko: Македонска академија на науките и уметностите, s kratico MANU), je najvišja znanstvena, šolska in umetnostna inštitucija v Severni Makedoniji. Ustanovljena je 22. februarja 1967 v Skopju, s ciljem opazovanja in spodbujanja znanosti in umetnosti. Cilji akademije so ohranjanje proučevanje in zbiranje kulturne dediščine in naravnih bogatstev, ki so povezani z Republiko Makedonijo.